# Midden-Delfland
Midden-Delfland é um município dos Países Baixos, situado na província da Holanda do Sul. Tem 49,38 km² de área e sua população em 2020 foi estimada em 19.306 habitantes.